# Пивничены
Пивничены также Пивничень, Пивничаны (рум. Pivniceni) — село в Дондюшанском районе Молдавии. Относится к сёлам, не образующим коммуну.

## География
Село расположено на высоте 241 метр над уровнем моря.

## Население
По данным переписи населения 2004 года, в селе Пивничень проживает 728 человек (331 мужчина, 397 женщин).
Этнический состав села:
| Национальность | Число жителей | Процентный состав |
| -------------- | ------------- | ----------------- |
| молдаване      | 700           | 96,15             |
| украинцы       | 20            | 2,75              |
| русские        | 7             | 0,96              |
| румыны         | 1             | 0,14              |
| Всего          | 728           | 100 %             |